# Philosopher ou faire l'amour
Philosopher ou faire l'amour est un essai philosophique écrit par l'auteur français Ruwen Ogien en 2014, dans lequel est utilisé la philosophie analytique afin de discuter l'amour et ses différentes facettes,.

## Résumé
Dans cet essai, Ruwen Ogien traite les différentes formes d'amour en analysant ce qu'il considère comme les "six idées de base de l'amour" ,: l'amour est plus important que tout ; l'être aimé est irremplaçable ; on peut aimer sans raison ; l'amour est au-delà du bien et du mal ; on ne peut pas aimer sur commande ; l'amour qui ne dure pas n'est pas un amour véritable. Il pose la question de l'importance des sentiments dans la philosophie et insiste sur le devoir de cette dernière de ne pas renoncer à ses ambitions intellectuelles,.

## Cheminement
Ruwen Ogien décide dans son essai de remettre en question des idées reçues, qui sont dites comme "idéales", concernant l'amour en listant et analysant tous les problèmes moraux qui selon lui apparaissent avec les clichés de l'amour, ainsi il souligne les incohérences de la vision populaire des relations humaine,,.
Pour ce faire Ruwen Ogien se base sur ses réflexions et sur des références culturelles de toutes sortes, des écrits aux œuvres cinématographiques en passant par des chansons, et de tout temps.

## Structure de l'essai
L'essai est divisé en deux parties : Invitation à la philosophie de l'amour ; Les idées de base de l'amour. Dans la première partie l'auteur expose la nécessité de parler des sentiments en philosophie, sans qu'ils ne perdent de leur valeur pour autant. Dans la seconde partie Ruwen Ogien s'attarde sur les "six idées de base de l'amour" citées plus tôt et les discute un par un.

## Publication
Philosopher ou faire l'amour, Paris, Grasset, 2014, 272 pages  (ISBN 978-2-253-00229-1).